# Kayukawa Shinji

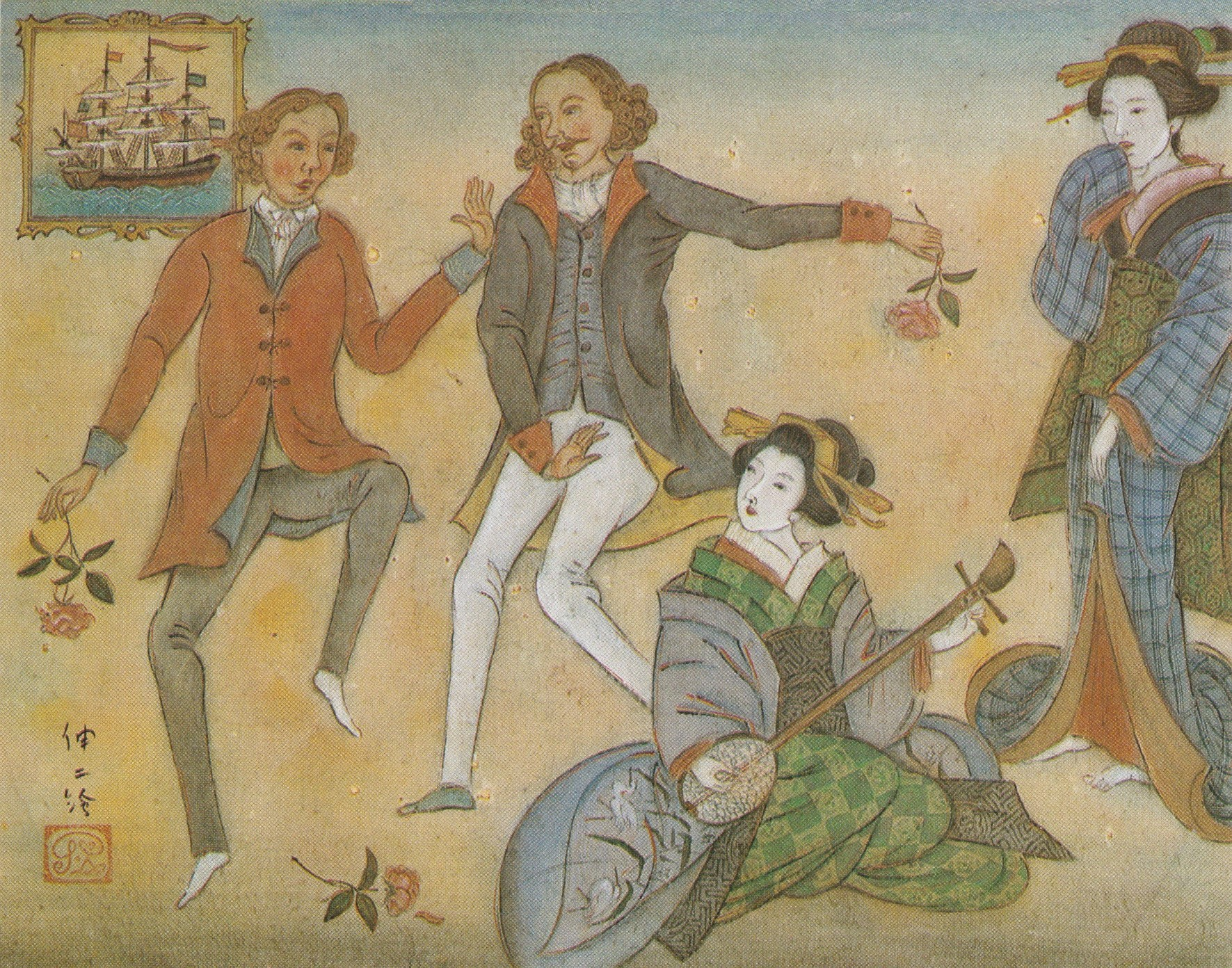
Sich vergnügende Holländer

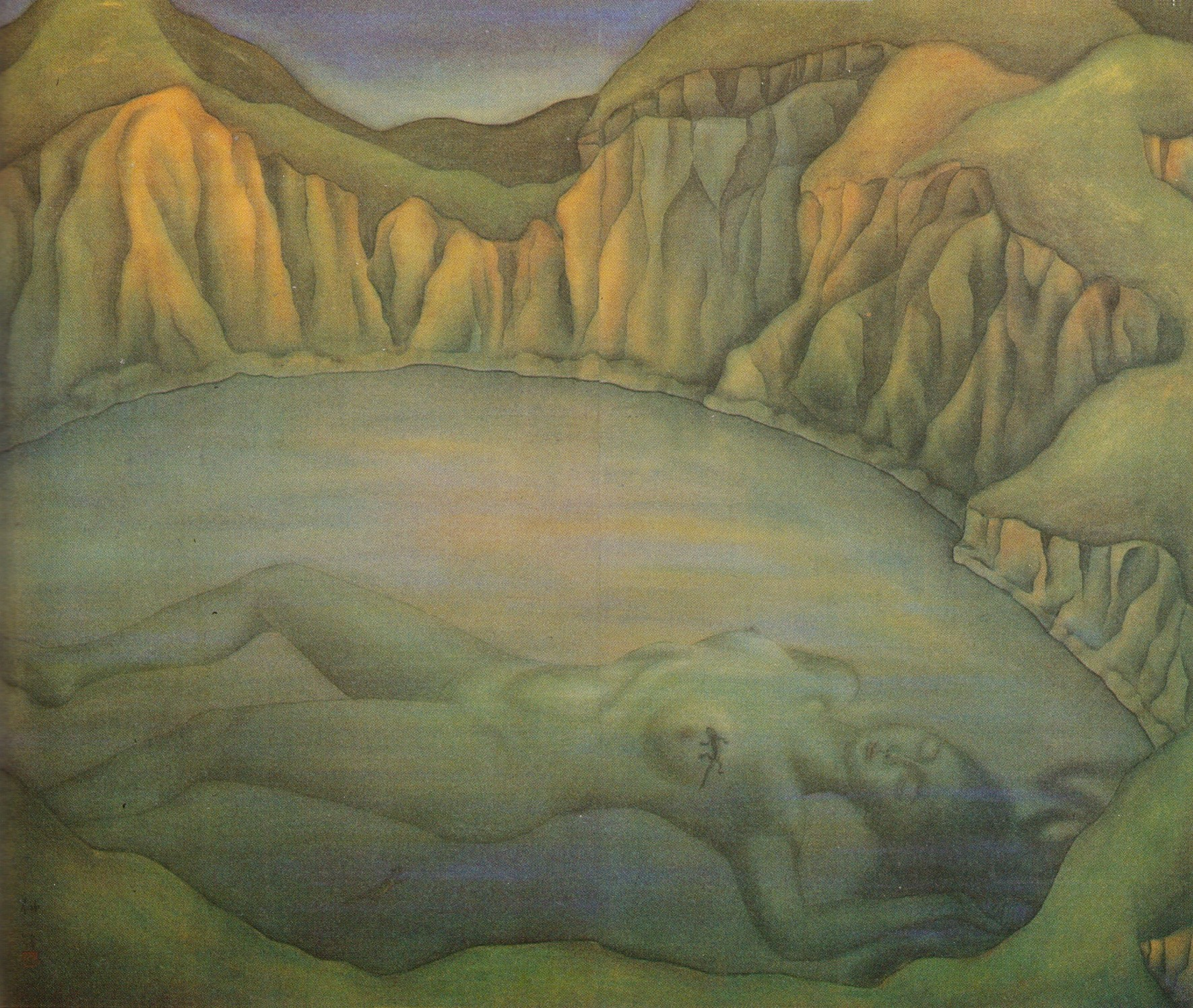
Zauberhafter Anblick

Kayukawa Shinji (japanisch 粥川 仲二, geboren 1896 in Sakai (Präfektur Osaka), gestorben 1949) war ein japanischer Maler der Nihonga-Richtung während der Taishō- und Shōwa-Zeit.

## Leben und Werk
Kayukawa Shinji besuchte die Ōkura-Handelsschule (大倉商業学校, Ōsaka shōgyō gakkō) in Osaka, brach jedoch die Ausbildung und beschloss, Maler zu werden. Zunächst nahm er Unterricht bei dem Maler Yamaguchi Sōhei (山口草平; 1882–1962), ging dann aber nach Kyōto und studierte unter Tsuchida Bakusen. Als 1918 sich die Künstlervereinigung „Kokuga sōsaku kyōkai“ (国画創作協会) zusammenfand und ihre erste Ausstellung eröffnete, wurde von ihm das Bild „Sich vergnügende Holländer“ (紅毛人遊興図) angenommen. Auf der 3. Ausstellung wurde sein Bild „Charterschiff“ (人買船, Hitokaibune) allerdings abgelehnt. Danach lief es wieder besser: so war er auf der 4. Ausstellung mit dem Bild „Zauberhafter Anblick“ (妖影, Yōkei), auf der 5. mit dem Bild „Gutes altes Nagasaki“ (長崎懐古, Nagasaki Kaiko), auf der 6. mit dem Bild „Blick auf Kitano an Messetagen“ (北野緑日所見; Kitano ennichi shoken), auf der 7. mit dem Bild „Ruhetag“ (休日, Kyūjitsu) und „Spielgelüberzug u. a.“ (鏡袋など, Kagamibukuro nado) zu sehen.
Ein Hauptthema war die Edo-Zeit mit den Ausländern in Nagasaki, daneben aber auch Nymphen im Wasser (hier mit Freude am Detai: eine Echse läuft der Nymphe über die Brust, am Ufer eine Muschel), auch Akte, die er in überrealistischer Weise darstellte. 1924 wurde er zum Mitgliedsanwärter (会友, Kaiyū), zwei Jahre später wurde er zum Mitglied gewählt. Die Künstlervereinigung löste sich drei Jahre später, also 1928, auf. Im selben Jahr kam es zur Gründung der Künstlervereinigung „Shinjusha“ (新樹社), auf deren 1. Ausstellung im folgenden Jahr er mit den Bildern „Maiko von Nagasaki“ (長崎の舞妓, Nagasako no maiko), „Elefant kommt mit dem Schiff aus dem Ausland“ (象舶来, Zō hakurai) und „Einlaufen eines holländischen Schiffes“ (蘭船入津; Ransen nyūshin) seine Arbeitskraft demonstrierte. Nachdem sich die Shinjusha nach der 2. Ausstellung aufgelöst hatte, stellte Kayukawa auf der Ausstellungsreihen des Nihon Bijutsuin aus, starb schon mit 52 Jahren.